# Vágó (település)
Vágó (1899-ig Gyubákó, szlovákul: Ďubákovo) község Szlovákiában, a Besztercebányai kerületben, a Poltári járásban.

## Fekvése
Rimakokovától 13 km-re, nyugatra fekszik.

## Története
A település első írásos említése 1553-ban történt Madách György birtokainak felsorolásában „Gyibako" alakban. Ekkor a falu két portával adózott. Az első hivatalos feljegyzés a szécsényi szandzsák 1562-1563-ban készült adóösszeírásában történt, melyben a falu „Gyalbak" néven szerepelt. A későbbiekben már hiányzik az összeírásokból, mivel akkorra már elpusztult.
A mai falut a birtokos Forgách család Árva vármegyéből érkezett telepesek betelepítésével alapította a 18. század második felében, a rimakokovai határban. Első írásos említése 1877-ben történt „Gyubako" alakban. 1828-ban 32 háza és 279 lakosa volt. Lakói erdei munkákkal, fazsindelykészítéssel, fuvarozással, állattartással, mezőgazdasággal foglalkoztak. 1903-ban a falu egy részét Albert Duba bécsi ügyvéd vásárolta meg a Forgách családtól. 1908-ban 54 házában 396 lakos élt.
Fényes Elek szerint "Dibakovó vagy Gyibakó, Gömör-Kis-Honth vm. nem régi tót falu, a kokavai határban: 337 kath. lak., kik Árva megyéből költöztek ide. F. u. gr. Forgács."
Gömör-Kishont vármegye monográfiájában „Gyubákó, Nógrád vármegye határán fekvő tót kisközség, 54 házzal és 396 róm. kath. lakossal. A gróf Forgách család Árva vármegyéből telepített ide tótokat a XVIII. század második felében. Ebben az időben Dibakovo néven van említve. Templom nincs a községben. Postája Kokova, távírója és vasúti állomása Rimabánya."
A trianoni békeszerződésig Gömör-Kishont vármegye Rimaszombati járásához tartozott.

### Az első világháború után
A falu közepén állt kápolna a háborús időkben szinte teljesen megsemmisült. 1935-ben a hívek új templomot építettek.
A községben hosszú időn át tilos volt építkezni, mivel víztározót akartak itt létesíteni. Ezt a tilalmat csak a 90-es években sikerült a helyieknek feloldaniuk. 2024-ben ismét napirendre került a kérdés, mivel a kormány jóváhagyta azt a tervezetet, mely szerint az Ipoly felső szakaszán egy új szivattyús-tározós erőművet építenének. Az egyik víztározó Vágó helyén létesülne, a falu lakóit kitelepítenék. A projekt részleteit az év végéig tervezik kidolgozni.

## Népessége
| Év:            | 1994. | 2004.   | 2014.    | 2024. |
| -------------- | ----- | ------- | -------- | ----- |
| Emberek száma: | 126   | 116     | 84       | 84    |
| Eltérés:       |       | -7,93 % | -27,58 % | +0 %  |

| Év:            | 2023. | 2024. |
| -------------- | ----- | ----- |
| Emberek száma: | 75    | 84    |
| Eltérés:       |       | +12 % |

1910-ben 346, túlnyomórészt szlovák lakosa volt.
2001-ben 128 lakosából 126 szlovák volt.
2011-ben 96 lakosából 84 szlovák.

## Külső hivatkozások
- Hivatalos oldal
- E-obce.sk Archiválva 2009. augusztus 18-i dátummal a Wayback Machine-ben
- Községinfó
- Vágó Szlovákia térképén
- A község a régió honlapján Archiválva 2008. december 11-i dátummal a Wayback Machine-ben